# Campeonato Mundial de Natação em Piscina Curta de 2022 - 50 m livre feminino
A prova dos 50 metros nado livre feminino do Campeonato Mundial de Natação em Piscina Curta de 2022 foi disputada entre os dias 16 e 17 de dezembro de 2022, no Melbourne Sports and Aquatics Centre, em Melbourne, na Austrália.

## Recordes
Antes desta competição, os recordes mundiais e do campeonato nesta prova eram os seguintes:
|                       | Nome                | Nacionalidade | Tempo | Local     | Data                   |
| --------------------- | ------------------- | ------------- | ----- | --------- | ---------------------- |
| Recorde mundial       | Ranomi Kromowidjojo | Países Baixos | 22.93 | Berlim    | 7 de agosto de 2017    |
| Recorde do campeonato | Sarah Sjöström      | Suécia        | 23.08 | Abu Dhabi | 21 de dezembro de 2021 |

Os seguintes recordes mundiais ou do campeonato foram estabelecidos durante esta competição:
| Data           | Evento | Nome        | Nacionalidade | Tempo | Notas                 |
| -------------- | ------ | ----------- | ------------- | ----- | --------------------- |
| 17 de dezembro | Final  | Emma McKeon | Austrália     | 23.04 | Recorde do campeonato |

## Medalhistas
| Ouro              | Prata                  | Bronze            |
| Emma McKeon (AUS) | Katarzyna Wasick (POL) | Anna Hopkin (GBR) |

## Cronograma
Todos os horários são locais (UTC+11). 
| Data           | Hora  | Evento        |
| -------------- | ----- | ------------- |
| 16 de dezembro | 11:58 | Eliminatórias |
| 16 de dezembro | 20:25 | Semifinal     |
| 17 de dezembro | 21:33 | Final         |

## Resultados

### Eliminatórias
As eliminatórias ocorreram no dia 16 de dezembro com início às 11:58.
| Colocação | Bateria | Raia | Nadadora              | Nacionalidade                   | Tempo | Notas            |
| --------- | ------- | ---- | --------------------- | ------------------------------- | ----- | ---------------- |
| 1         | 8       | 4    | Katarzyna Wasick      | Polónia                         | 23.74 | Q                |
| 2         | 6       | 5    | Meg Harris            | Austrália                       | 23.77 | Q                |
| 3         | 8       | 2    | Julie Kepp Jensen     | Dinamarca                       | 23.79 | Q                |
| 4         | 7       | 3    | Anna Hopkin           | Reino Unido                     | 23.86 | Q                |
| 4         | 7       | 6    | Melanie Henique       | França                          | 23.86 | Q                |
| 6         | 7       | 4    | Emma McKeon           | Austrália                       | 23.93 | Q                |
| 7         | 7       | 5    | Michelle Coleman      | Suécia                          | 23.94 | Q                |
| 8         | 6       | 6    | Erika Brown           | Estados Unidos                  | 23.98 | Q                |
| 9         | 8       | 8    | Neža Klančar          | Eslovênia                       | 24.16 | Q,               |
| 10        | 6       | 4    | Claire Curzan         | Estados Unidos                  | 24.17 | Q                |
| 11        | 8       | 7    | Barbora Seemanová     | Chéquia                         | 24.24 | Q                |
| 12        | 6       | 3    | Valerie van Roon      | Países Baixos                   | 24.33 | Q                |
| 12        | 8       | 3    | Wu Qingfeng           | China                           | 24.33 | Q                |
| 14        | 7       | 2    | Kim Busch             | Países Baixos                   | 24.37 | Q                |
| 15        | 6       | 1    | Rebecca Moynihan      | Nova Zelândia                   | 24.59 | Q                |
| 16        | 5       | 4    | Caitlin de Lange      | África do Sul                   | 24.67 | Q                |
| 17        | 8       | 1    | Jenjira Srisa-Ard     | Tailândia                       | 24.69 | Recorde nacional |
| 18        | 7       | 7    | Yume Jinno            | Japão                           | 24.74 |                  |
| 19        | 6       | 2    | Isabella Hindley      | Reino Unido                     | 24.86 |                  |
| 20        | 5       | 2    | Anna Hadjiloizou      | Chipre                          | 24.93 |                  |
| 20        | 5       | 5    | Andrea Berrino        | Argentina                       | 24.93 |                  |
| 20        | 6       | 7    | Lillian Slušná        | Eslováquia                      | 24.93 |                  |
| 23        | 7       | 1    | Diana Petkova         | Bulgária                        | 24.96 |                  |
| 24        | 5       | 1    | Hur Yeon-kyung        | Coreia do Sul                   | 24.99 |                  |
| 25        | 4       | 3    | Huang Mei-chien       | Taipé Chinesa                   | 25.07 | Recorde nacional |
| 26        | 4       | 4    | Amel Melih            | Argélia                         | 25.09 | Recorde nacional |
| 27        | 6       | 8    | Sirena Rowe           | Colômbia                        | 25.19 |                  |
| 28        | 7       | 8    | Stephanie Balduccini  | Brasil                          | 25.24 |                  |
| 29        | 5       | 6    | Rafaela Fernandini    | Peru                            | 25.36 | Recorde nacional |
| 30        | 5       | 3    | Chan Kin Lok          | Hong Kong                       | 25.61 |                  |
| 31        | 4       | 6    | Elisabeth Timmer      | Aruba                           | 25.64 | Recorde nacional |
| 32        | 5       | 7    | Jasmine Alkhaldi      | Filipinas                       | 25.69 |                  |
| 33        | 5       | 8    | Karen Torrez          | Bolívia                         | 26.09 |                  |
| 34        | 4       | 5    | Kirabo Namutebi       | Uganda                          | 26.15 |                  |
| 35        | 4       | 7    | Rhaniska Gibbs        | Bahamas                         | 26.16 |                  |
| 36        | 4       | 1    | Aleka Persaud         | Guiana                          | 26.42 |                  |
| 36        | 4       | 2    | Marie Khoury          | Líbano                          | 26.42 |                  |
| 38        | 3       | 4    | Hana Beiqi            | Kosovo                          | 26.84 |                  |
| 39        | 4       | 8    | Nomvula Mjimba        | Zimbabwe                        | 27.15 |                  |
| 40        | 3       | 5    | Kaiya Brown           | Samoa                           | 27.43 |                  |
| 41        | 3       | 2    | Sophia Latiff         | Tanzânia                        | 27.63 |                  |
| 42        | 2       | 1    | Cassandre Zenon       | Camarões                        | 27.87 |                  |
| 43        | 3       | 6    | Noelani Day           | Tonga                           | 28.18 |                  |
| 44        | 1       | 5    | Rachel Sanders        | Gibraltar                       | 28.73 |                  |
| 45        | 1       | 4    | Taeyanna Adams        | Estados Federados da Micronésia | 28.84 |                  |
| 45        | 2       | 6    | Jhnayali Tokome-Garap | Papua-Nova Guiné                | 28.84 |                  |
| 47        | 2       | 4    | Anushiya Tandukar     | Nepal                           | 28.92 |                  |
| 48        | 2       | 5    | Saba Sultan           | Kuwait                          | 29.04 |                  |
| 49        | 3       | 1    | Ammara Pinto          | Malawi                          | 29.71 |                  |
| 50        | 1       | 7    | Sonia Aktar           | Bangladesh                      | 29.75 |                  |
| 51        | 3       | 7    | Abbi Illis            | São Martinho                    | 29.77 |                  |
| 52        | 1       | 6    | Mashael Al-Ayed       | Arábia Saudita                  | 29.87 |                  |
| 53        | 3       | 8    | Kayla Hepler          | Ilhas Marshall                  | 30.31 |                  |
| 54        | 2       | 3    | Hamna Ahmed           | Maldivas                        | 30.35 |                  |
| 55        | 2       | 8    | Ungilreng Ruluked     | Palau                           | 32.04 |                  |
| 56        | 2       | 2    | Imelda Ximenes Belo   | Timor-Leste                     | 32.95 |                  |
| 57        | 2       | 7    | Marie Amenou          | Togo                            | 34.70 |                  |
| 58        | 1       | 1    | Mary Yongai           | Serra Leoa                      | 41.41 |                  |
| 59        | 1       | 2    | Mahra Al-Shehhi       | Emirados Árabes Unidos          | DNS   | DNS              |
| 59        | 1       | 3    | Vanessa Bobimbo       | República do Congo              | DNS   | DNS              |
| 59        | 3       | 3    | Rosemarie Rova        | Fiji                            | DNS   | DNS              |
| 59        | 8       | 5    | Zhang Yufei           | China                           | DNS   | DNS              |
| 59        | 8       | 6    | Silvia Di Pietro      | Itália                          | DNS   | DNS              |

### Semifinal
A semifinal ocorreu no dia 16 de dezembro com início às 20:25.
| Colocação | Bateria | Raia | Nadadora          | Nacionalidade  | Tempo | Notas            |
| --------- | ------- | ---- | ----------------- | -------------- | ----- | ---------------- |
| 1         | 2       | 4    | Katarzyna Wasick  | Polónia        | 23.37 | Q                |
| 2         | 1       | 3    | Emma McKeon       | Austrália      | 23.51 | Q                |
| 3         | 2       | 6    | Michelle Coleman  | Suécia         | 23.77 | Q                |
| 4         | 1       | 5    | Anna Hopkin       | Reino Unido    | 23.79 | Q                |
| 5         | 2       | 5    | Julie Kepp Jensen | Dinamarca      | 23.93 | Q                |
| 6         | 1       | 4    | Meg Harris        | Austrália      | 23.97 | Q                |
| 7         | 1       | 6    | Erika Brown       | Estados Unidos | 24.00 | Q                |
| 7         | 2       | 3    | Mélanie Henique   | França         | 24.00 | Q                |
| 9         | 2       | 2    | Neža Klančar      | Eslovênia      | 24.13 | Recorde nacional |
| 10        | 1       | 7    | Valerie van Roon  | Países Baixos  | 24.19 |                  |
| 11        | 2       | 1    | Wu Qingfeng       | China          | 24.21 |                  |
| 12        | 1       | 2    | Claire Curzan     | Estados Unidos | 24.22 |                  |
| 13        | 2       | 7    | Barbora Seemanová | Chéquia        | 24.25 |                  |
| 14        | 1       | 1    | Kim Busch         | Países Baixos  | 24.34 |                  |
| 15        | 1       | 8    | Caitlin de Lange  | África do Sul  | 24.53 |                  |
| 16        | 2       | 8    | Rebecca Moynihan  | Nova Zelândia  | 24.67 |                  |

### Final
A final foi realizada no dia 17 de dezembro com início às 21:33.
| Colocação         | Raia | Nadadora          | Nacionalidade  | Tempo | Notas |
| ----------------- | ---- | ----------------- | -------------- | ----- | ----- |
| Medalha de ouro   | 5    | Emma McKeon       | Austrália      | 23.04 | ,     |
| Medalha de prata  | 4    | Katarzyna Wasick  | Polónia        | 23.55 |       |
| Medalha de bronze | 6    | Anna Hopkin       | Reino Unido    | 23.68 |       |
| 4                 | 2    | Julie Kepp Jensen | Dinamarca      | 23.71 |       |
| 5                 | 3    | Michelle Coleman  | Suécia         | 23.72 |       |
| 6                 | 7    | Meg Harris        | Austrália      | 23.73 |       |
| 7                 | 1    | Erika Brown       | Estados Unidos | 23.76 |       |
| 8                 | 8    | Mélanie Henique   | França         | 23.90 |       |

Legenda
| Recorde mundial       | Recorde mundial (World record)               |                       | Recorde africano                      | Recorde africano (African) |                                           | Q | Classificado por posição (Qualified) |
| Recorde do campeonato | Recorde do campeonato (Championship record)  | Recorde da América    | Recorde da América (Americas)         | q                          | Classificado por melhor tempo (Qualified) |   |                                      |
| Melhor marca do ano   | Melhor marca do ano (World leading)          | Recorde asiático      | Recorde asiático (Asian)              | DNS                        | Não largou (Did not start)                |   |                                      |
| Recorde nacional      | Recorde nacional (National record)           | Recorde europeu       | Recorde europeu (European)            | DNF                        | Não terminou (Did not finish)             |   |                                      |
| Recorde pessoal       | Recorde pessoal do atleta (Personal best)    | Recorde da Oceania    | Recorde da Oceania (Oceania)          | DSQ / DQ                   | Desclassificado (Disqualified)            |   |                                      |
| Recorde da temporada  | Recorde da temporada do atleta (Season best) | Recorde sul-americano | Recorde sul-americano (South America) | NM                         | Sem marca (No mark)                       |   |                                      |